# Friedrich Prehn
Friedrich Prehn (* 29. März 1901 in Hamburg; † 2. Januar 1985 ebd.) war ein deutscher Geher.
Im 50-km-Gehen wurde er bei den Olympischen Spielen 1936 in Berlin nach 42,5 km disqualifiziert.
1937, 1939 und 1949 wurde er Deutscher Meister über 50 km. Seine persönliche Bestzeit über diese Distanz von 4:34:22 h stellte er 1937 auf.
Friedrich Prehn startete vor dem Zweiten Weltkrieg für die TSG 1848 Leipzig-Lindenau, danach für die SV Polizei Hamburg.